# Mill en Sint Hubert
Mill en Sint Hubert é um município dos Países Baixos, situado na província de Brabante do Norte. Tem 53,17 km² de área e sua população em 2019 foi estimada em 10.891 habitantes.